# Paula Patton
Pour les articles homonymes, voir Patton.
Paula Patton, née le 5 décembre 1975 à  Los Angeles, est une actrice américaine.
Elle est révélée au grand public par Tony Scott dans Déjà vu (2006) aux côtés de Denzel Washington. Elle signe une prestation remarquée dans le drame Precious (2009), avant de confirmer son statut d'actrice montante, en 2011, en occupant le rôle-titre de la romance Jumping the Broom et en s'illustrant dans le film d'action 2 Guns en 2013, puis Mission impossible : Protocole Fantôme ou encore le blockbuster de fantasy, Warcraft : Le Commencement (2016), célèbre adaptation cinématographique de la série de jeux vidéo Warcraft.

## Biographie

### Enfance et formation
Paula Maxine Patton est née à Los Angeles, sa mère Joyce Vanraden, d'origine néerlandaise, est professeur et son père Charles Patton, afro-américain, est avocat.
Elle est diplômée de l'école secondaire d'Hamilton, puis elle s'inscrit à l'université de Berkeley (Californie). Au bout d'un an, elle transfère son dossier pour suivre les cours proposés par l'école de cinéma, toujours en Californie.
Peu de temps après avoir terminé ses études, elle remporte une attribution de trois mois pour réaliser des documentaires pour le réseau PBS,,.

### Débuts médiatiques (2002-2005)
En 2002, elle apparaît nue sur la couverture de l'album A Beautiful World de l'auteur-compositeur-interprète Robin Thicke.
En 2004, Paula Patton prête sa voix sur quelques morceaux destinés à l'album Confessions, du chanteur de R&B, Usher. Elle participe notamment à la piste Can U Handle it?, qui a été co-écrit par son époux. Paula Patton a des crédits d'écriture de chansons sur plusieurs albums de Robin Thicke sous le nom de "Max", dérivé de son deuxième prénom, Maxine.
En 2005, Paula Patton fait ses débuts au cinéma, en participant discrètement à la comédie romantique Hitch, expert en séduction avec Will Smith et Eva Mendes en tête d'affiche. La même année, toujours dans un rôle mineur, elle rejoint la comédie dramatique London. Pour la télévision, elle officie en tant que second rôle dans le téléfilm Murder Book, elle y incarne un détective.

### Percée au cinéma (2006-2009)
En 2006, elle est révélée au grand public lorsqu'elle décroche le rôle principal féminin du thriller de science fiction Déjà vu de Tony Scott avec Denzel Washington. Le film divise la critique mais rencontre un franc succès au box office. La performance de Paula est remarquée, elle décroche sa première nomination pour un Black Reel Awards, dans la catégorie Meilleur espoir. Cette même année, elle peut compter sur son mari pour faire de la figuration dans le clip Lost Without You.
En 2007, elle apparaît dans la comédie musicale produite par OutKast, Idlewild. En 2008, elle participe au long métrage d'Alexandre Aja intitulé Mirrors, porté par Kiefer Sutherland. On la retrouve également dans la comédie dramatique Swing Vote : La Voix du cœur avec Kevin Costner et Madeline Carroll. La comédie musicale et la comédie dramatique réalisent des scores décevants au box office, en revanche, le thriller horrifique rencontre lui, un certain succès auprès des spectateurs, le film étant largement rentabilisé.
En 2009, dans le film dramatique Precious, elle incarne une institutrice qui enseigne et encadre les étudiants défavorisés. D'après le roman écrit par Sapphire et par une histoire vraie (Ramona Lofton), mettant en scène Gabourey Sidibe dans le rôle-titre, Mo'Nique endossant la mère violente de cette dernière, Mariah Carey en assistante sociale et Lenny Kravitz en infirmier. Le film est présenté au Festival de Cannes dans la catégorie Un certain regard, le 15 mai 2009. Cette œuvre est adoubée par la critique, l'ensemble de la distribution est d'ailleurs récompensée par l'association américaine de critiques du cinéma, basée à Boston, les Boston society of film critics awards. À titre personnel, sa performance est saluée et lui permet d'être citée pour un second Black Reel Awards et lui permet d'obtenir sa première nomination pour un NAACP Image Awards dans la catégorie Meilleure actrice dans un second rôle.

### Blockbusters et comédies (2010-2016)

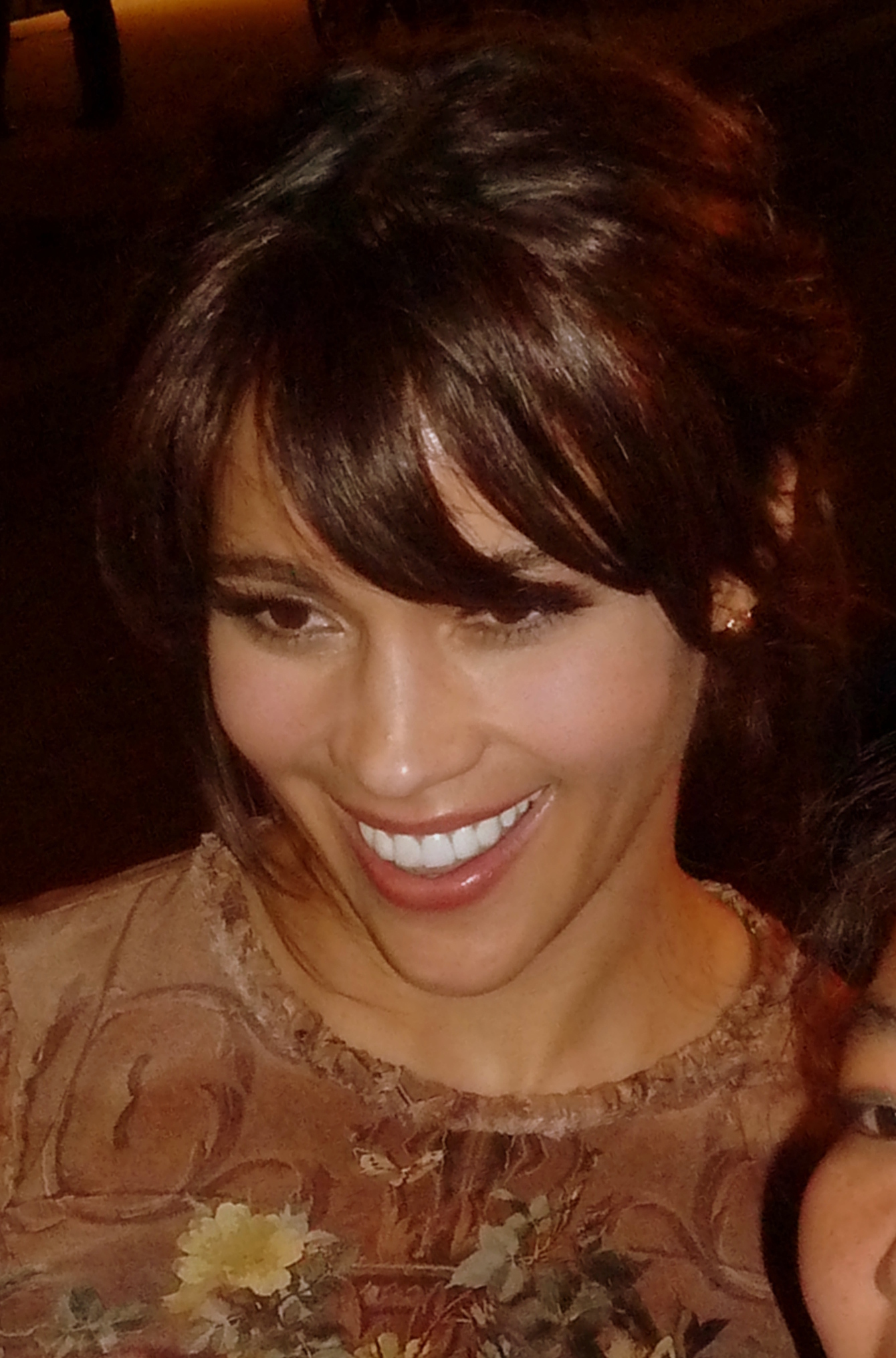
L'actrice à la première de Disconnect au Festival international du film de Toronto 2012.

En 2010, elle accompagne Queen Latifah dans la comédie romantique Love and Game. À la fin de l'année, elle est supposée succéder à Sharon Stone, en tant que substitut du procureur, dans la douzième saison de la série policière New York, unité spéciale. Cependant, Patton préfère sélectionner un autre projet, son rôle dans la série est donc réduit à une participation exclusive le temps d'un épisode. Elle est ensuite remplacée par Melissa Sagemiller.
L'actrice préfère interpréter Jane Carter, le premier rôle féminin, dans le film d'action Mission impossible : Protocole Fantôme de Brad Bird. C'est le quatrième opus de la saga cinématographique inspirée par la série télévisée Mission impossible. Elle obtient le rôle face à Kristin Kreuk et Lauren German. Le film est commercialisé en 2011 et signe un important succès commercial et critique. Dépassant les 730 millions de dollars de recettes en fin d'exploitation et permettant notamment à Paula Patton, d'être une nouvelle fois reconnue par la profession. Elle est, entre autres, nommée au titre de Meilleure actrice lors des Teen Choice Awards ainsi que pour le Saturn Award de la meilleure actrice dans un second rôle.
Elle joue aussi, dans la même année, le rôle de Sabrina dans le film Jumping the Broom avec Laz Alonso. Cette comédie romantique, qui suit la mésentente entre deux belles mères, lui permet d'évoluer aux côtés des reconnues Angela Bassett et Loretta Devine. C'est un succès surprise au box office, doté d'un budget minimal de 6 millions de dollars, le film en engrangera près de 40 millions et Patton décroche sa deuxième nomination pour un NAACP Image Awards. En tant qu'héroïne principale, elle est cette fois citée dans la catégorie Meilleure actrice.
En 2012, elle rejoint Jason Bateman pour le film dramatique Disconnect qui suit un groupe de personnes et leurs relations à Internet. Sorti dans un nombre de salles limités, ce projet passe inaperçu. Elle fait une apparition en tant que guest-star, le temps de deux épisodes de la série télévisée Single Ladies.
Elle enchaîne et retrouve Denzel Washington pour la comédie d'action 2 Guns de Baltasar Kormákur. Le film est présenté, en ouverture, lors du Festival international du film de Locarno 2013 et rencontre le succès au moment de sa sortie en salles, décrochant la première place du box office. Cette même année, elle partage la vedette de la comédie romantique afro-américaine Destination Love avec Taye Diggs et Derek Luke. Une performance d'ensemble saluée par une nomination lors de l'Acapulco Black Film Festival, de 2014.
En 2014, elle intègre le casting de la comédie romantique About Last Night avec Kevin Hart, Regina Hall et Michael Ealy. Cette production décroche la seconde place du box office à sa sortie et rapporte près de 50 millions de dollars.
En 2015, il est annoncé que Patton doit tenir le rôle-titre d'une série dramatique développée par le réseau ABC, mais le projet est finalement abandonné. Pour cette année, elle compte seulement une participation au téléfilm Runner avec Courtney Ford et Adam Rodríguez.

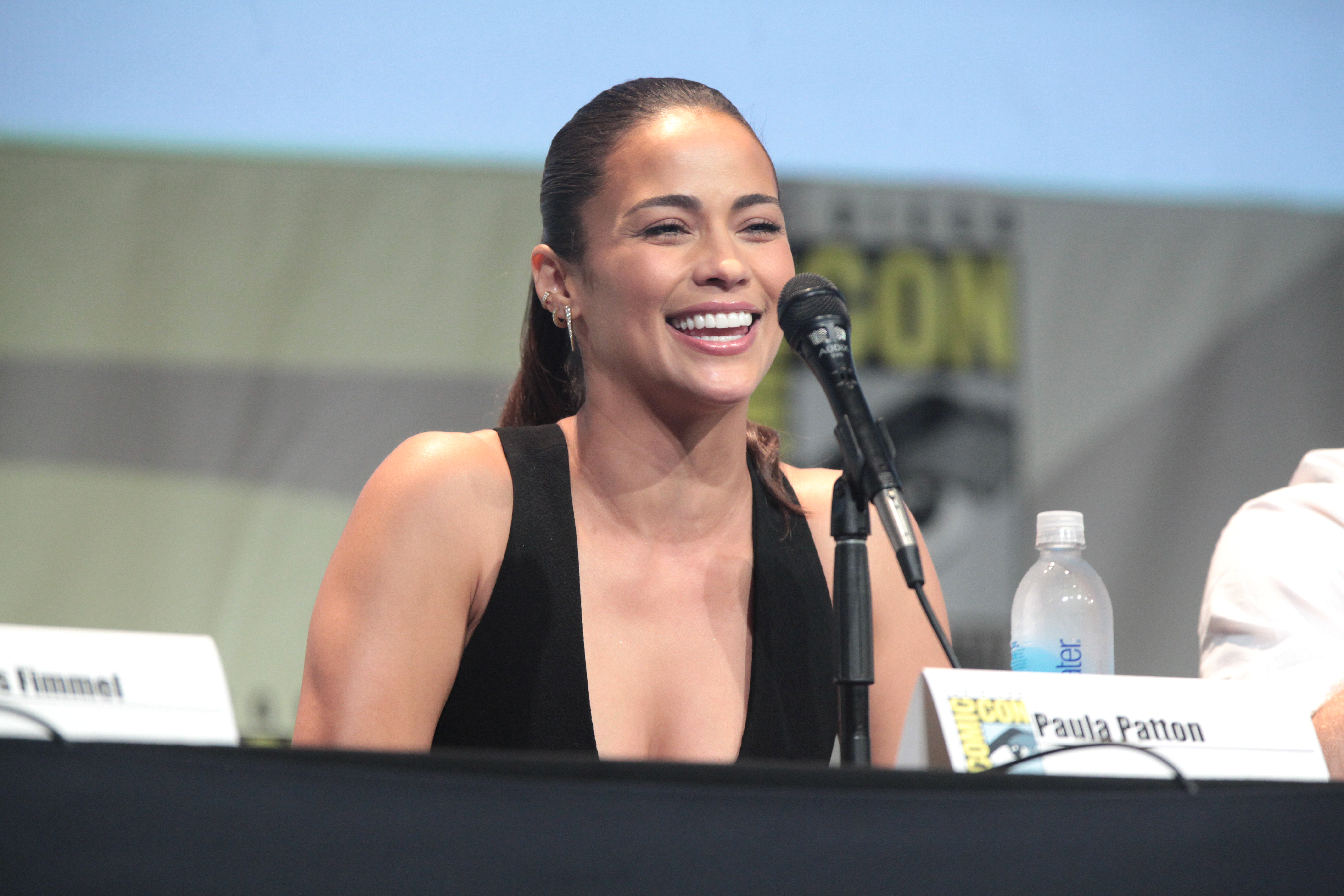
Paula Patton, lors du Comic-Con de San Diego, en 2015, pour la promotion du film Warcraft : Le Commencement.

En 2016, elle fait partie du blockbuster de fantasy, Warcraft : Le Commencement, célèbre adaptation cinématographique de la série de jeux vidéo Warcraft. Le film est un énorme succès commercial, engrangeant plus de 430 millions de dollars mais il divise, en revanche, la critique. Cette même année, elle obtient un rôle dans le film The Perfect Match, une comédie romantique indépendante, aux côtés de Cassie et Brandy Norwood. Elle incarne ensuite le premier rôle féminin de la comédie d'action The Do-Over avec Adam Sandler, mis en ligne sur la plateforme de VOD, Netflix, en fin d'année.

### Télévision et cinéma indépendant (2017-)
L'année 2017 signe son retour à la télévision dans le rôle-titre de la série fantastique et policière, Somewhere Between. Paula Patton incarne une mère qui sait que sa fille va être tuée, quand et comment mais pas par qui. Pour ce projet, elle côtoie les acteurs JR Bourne, Samantha Ferris et Devon Sawa. En plus d'un marketing quasi inexistant, la série est très mal reçue par la critique et enregistre de mauvaises audiences. Le programme n'est pas renouvelé pour une seconde saison.
En 2018, elle connait également un échec au cinéma, en tenant le premier rôle du thriller Traffik aux côtés d'Omar Epps. Ce long métrage, dont elle assure aussi la production, reçoit de mauvaises critiques et est un flop au box-office.
Médiatiquement plus discrète, après avoir fait la une de la presse people pour son divorce, l'actrice revient en 2020, dans le film fantastique et familial Four Kids and It aux côtés de Pippa Haywood, Matthew Goode et Russell Brand,.

### Vie privée
En 1991, à l'âge de 16 ans, Paula Patton rencontre l'auteur-compositeur-interprète Robin Thicke, âgé de 14 ans, fils d'Alan Thicke et Gloria Loring (en). Ils sortent ensemble à partir de 1993 et se marient en 2005. Leur fils, prénommé Julian, est né le 6 avril 2010.
Le 24 février 2014, le couple annonce sa séparation après plus de 20 ans de relation dont 9 ans de mariage. Le 8 octobre 2014, Patton demande officiellement le divorce et la garde partagée de leur fils. La procédure se finalise le 20 mars 2015,.
Deux ans plus tard, les deux célébrités s'engagent dans une violente bataille concernant la garde de leur fils. Paula Patton dépose plainte et les médias s'emparent de ce combat juridique,,,. En août 2017, un accord pour la garde de leur fils est signé, la bagarre judiciaire prend fin après avoir fait les gros titres de la presse people américaine.

## Filmographie

### Cinéma

#### Courts métrages
- 2013 : Mercy de Robin Thicke : Cynthia
- 2016 : Past Forward de David O. Russell : Pursuing Photographer #2

#### Longs métrages
- 2005 : Hitch, expert en séduction (Hitch) d'Andy Tennant : Mandy
- 2005 : London d'Hunter Richards : Alex
- 2006 : Déjà vu de Tony Scott : Claire Kuchever
- 2007 : Idlewild Gangsters Club de Bryan Barber : Angel
- 2008 : Mirrors d'Alexandre Aja : Amy Carson
- 2008 : Swing Vote : La Voix du cœur (Swing Vote) de Joshua Michael Stern : Kate Madison
- 2009 : Precious de Lee Daniels : Blu Rain
- 2010 : Love and Game (Just Wright) de Sanaa Hamri : Morgan Alexander
- 2011 : Jumping the Broom de Salim Akil : Sabrina Watson
- 2011 : Mission impossible : Protocole Fantôme (Mission: Impossible: Ghost Protocol) de Brad Bird : Jane Carter
- 2012 : Disconnect d'Henry Alex Rubin : Cindy Hull
- 2013 : 2 Guns de Baltasar Kormákur : Deb
- 2013 : Destination Love (Baggage Claim) de David E. Talbert : Montana Moore
- 2014 : About Last Night de Steve Pink : Alison
- 2016 : Warcraft : Le Commencement de Duncan Jones : Garona
- 2016 : The Perfect Match de Bille Woodruff : Sherry (également productrice)
- 2016 : The Do-Over de Steven Brill : Heather
- 2018 : Traffik de Deon Taylor : Brea (également productrice)
- 2020 : Four Kids and It de Andy De Emmony : Alice

### Télévision

#### Séries télévisées
- 2010 : New York, unité spéciale (Law and Order: Special Victims Unit) : substitut du procureur Mikka Von (saison 12 , épisode 5)
- 2012 : Single Ladies : Layla Twilight (saison 2, épisodes 9 et 10)
- 2017 : Somewhere Between : Laura Price (saison 1, 10 épisodes)

#### Téléfilms
- 2005 : Murder Book d'Antoine Fuqua : Détective Angela Kellogg
- 2015 : Runner de Michael Offer : Lauren Marks

## Distinctions

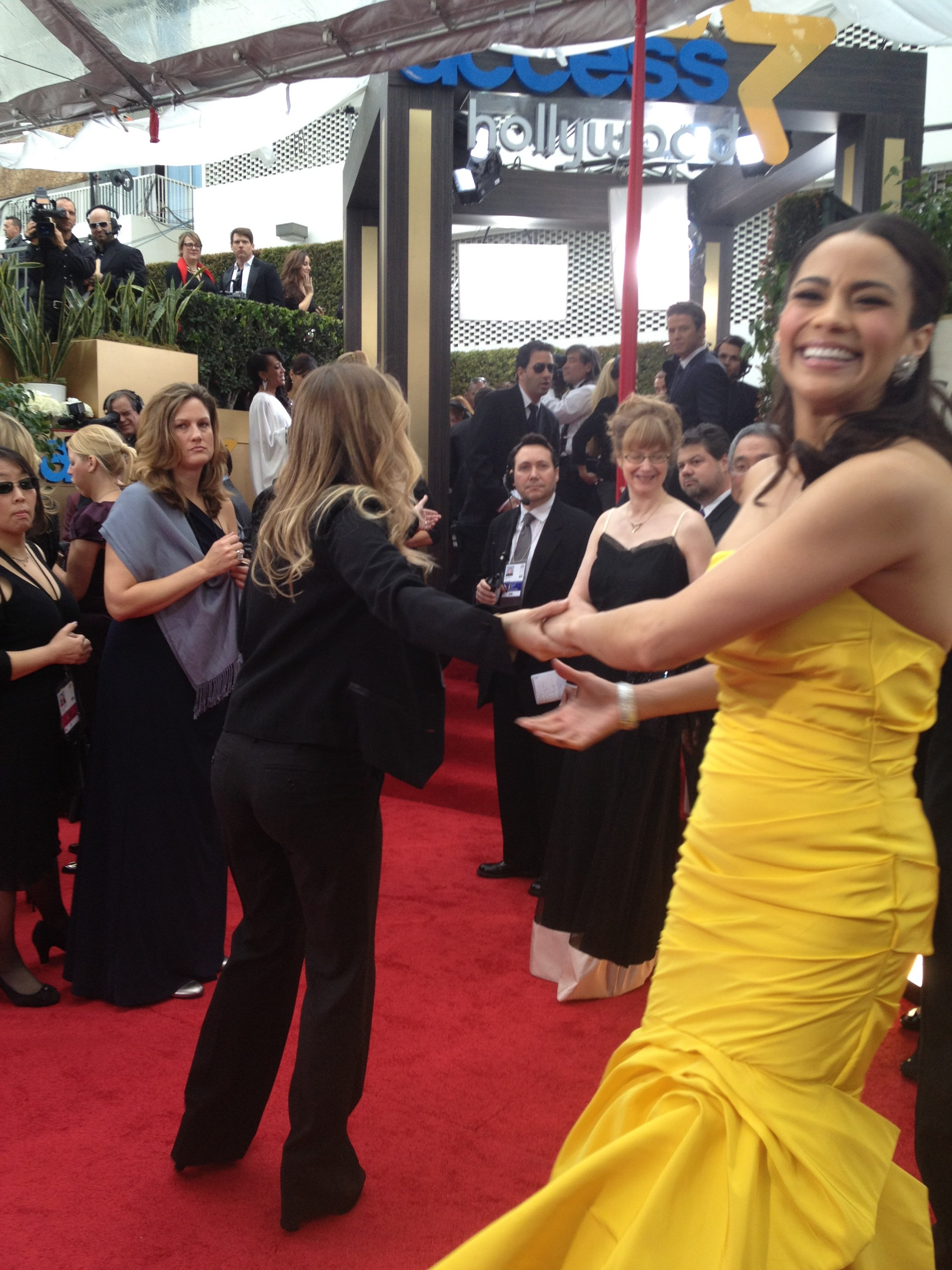
Paula Patton, lors de la 69e cérémonie des Golden Globes, en 2012.

Sauf indication contraire ou complémentaire, les informations mentionnées dans cette section proviennent de la base de données IMDb.

### Récompenses
- Boston society of film critics awards 2009 : Meilleure distribution pour Precious

### Nominations
- Black Reel Awards 2007 : Meilleur espoir pour Déjà vu
- Washington DC Area Film Critics Association Awards 2009 : Meilleure distribution pour Precious
- Black Reel Awards 2010 : Meilleure actrice dans un second rôle pour Precious
- Gold Derby Awards 2010 : Meilleure distribution pour Precious
- NAACP Image Awards 2010 : Meilleure actrice dans un second rôle pour Precious
- Screen Actors Guild Awards 2010 : Meilleure distribution pour Precious
- Golden Schmoes Awards 2011 : Best T&A of the Year pour Mission impossible : Protocole Fantôme
- Academy of Science Fiction, Fantasy and Horror Films (Saturn Awards) 2012 : Meilleure actrice dans un second rôle pour Mission impossible : Protocole Fantôme
- Alliance of Women Film Journalists 2012 : Meilleure actrice dans un film d'action pour Mission impossible : Protocole Fantôme
- NAACP Image Awards 2012 : Meilleure actrice pour Jumping the Broom
- Teen Choice Awards 2012 : Meilleure actrice dans un film d'action pour Mission impossible : Protocole Fantôme
- Acapulco Black Film Festival 2014 : Meilleure distribution pour Destination Love

## Voix françaises
En France, Laura Blanc est la voix française régulière de Paula Patton. Vanina Pradier l'a doublée à deux reprises.
Au Québec, Pascale Montreuil est la voix québécoise régulière de l'actrice.
En France
Au Québec
| - Pascale Montreuil dans : - Miroirs - Just Wright - Mission impossible : Protocole Fantôme - Quitte ou double - Warcraft : Le Commencement | et aussi - Isabelle Leyrolles dans Déjà vu - Valérie Gagné dans La Véritable Precious Jones |